# Stropharia rugosoannulata
Stropharia rugosoannulata Farl. ex Murrill 1922, è un fungo agarico appartenente alla famiglia delle Strophariaceae presente in Europa e Nord America, ed introdotto anche in  Nuova Zelanda.
Contrariamente alla maggior parte dei funghi del genere Stropharia, è un fungo considerato commestibile e coltivato commercialmente soprattutto all'estero. È presente nella lista dei funghi commercializzabili in Italia.
Il carpoforo può crescere fino a 20 cm di altezza, ed il cappello, di colore rosso-vino, che si schiarisce con l'età, può arrivare fino a 30 cm di diametro, tant'è che all'estero, nei luoghi in cui è popolare, è chiamato anche "fungo godzilla". Le lamelle sono inizialmente pallide, poi grigie, ed infine violacee-marroni. La carne è bianca, e l'alto gambo è circondato da un anello rugoso, da cui l'origine del nome.
Cresce gregario su residui legnosi in Estate ed Autunno, in boschi di latifoglie, spesso su terreno sabbioso. Descritto come molto saporito da molti autori, la Stropharia rugosoannulata è facilmente coltivabile su di un substrato simile a quello su cui cresce in natura.
Nel libro di Paul Stamets "Mycelium Running", uno studio condotto da Christiane Pischl ha mostrato che la Stropharia rugosoannulata può essere coltivata molto bene sullo stesso terreno del mais.
Uno studio del 2006, pubblicato sulla rivista Applied and Environmental Microbiology, ha dimostrato che la Stropharia rugosoannulata ha la capacità di attaccare il nematode Panagrellus redivivus; il fungo produce cellule spinose chiamate acanthocytes che sono in grado di immobilizzare e digerire i nematodi. Vedere anche funghi carnivori.